# Pierre Du Mage
Pierre Du Mage (of Dumage), (Beauvais,23 november 1674 - Laon, 2 oktober 1751, was een Franse componist en organist. 

## Leven
Zijn vader, ook Pierre geheten, was organist van de Cathédrale Saint-Pierre de Beauvais. Uit zijn huwelijk van 5 juni 1674 met Marie Du Pré werden 5 kinderen geboren (drie jongens en twee meisjes) waarvan onze organist-componist Pierre de oudste was. Ongetwijfeld was zijn vader zijn eerste leraar.
Op zijn 20e ging Pierre Du Mage naar Parijs, om bij Louis Marchand, organist van de koninklijke kapel te studeren. Hij maakte kennis met Nicolas Lebègue ook organist van de koninklijke kapel. In 1703, waarschijnlijk dankzij de aanbeveling van Nicolas Lebègue, wordt hij benoemd tot organist van het spiksplinter nieuwe monumentale orgel van de collégiale royale de Saint-Quentin die Robert Clicquot heeft gemaakt en in 1708 draagt hij zijn Premier Livre d'Orgue op aan het kapittel van deze kerk. In 1710, na ongeveer 8 jaren dienst aan Saint-Quentin, neemt hij met succes deel aan een concours voor de betrekking van  organist van de kathedraal van Laon. 
In 1711 op 38-jarige leeftijd,  trouwde hij met Benoîte Carpeau. Op 27 april 1712, gaf het kapittel van de kathedraal toestemming voor de publicatie van het Second Livre d'Orgue (die men nooit heeft teruggevonden). In 1719 leidden geschillen met het kapittel van de kerk tot zijn vertrek. Daarna heeft hij, zover bekend, geen muziek meer gecomponeerd. 
Weduwnaar geworden in 1732, trouwde hij de tweede keer met Marie Magdeleine Dagneau met wie hij vijf kinderen kreeg. 
Wel ziet men hem in documenten terug in 1733 in gezelschap van  Clérambault, Daquin en Calvière als expert bij de ontvangst van een nieuw monumentaal orgel van de kathedraal Notre-Dame van Parijs geconstrueerd door Francois Thierry. Dat doet vermoeden dat hij zijn muzikale activiteiten niet volledig heeft verlaten. 
Hij stierf in Laon op 2 oktober 1751. 

## Onderdelen van zijn eerste orgelboek
Zijn Premier livre d'orgue bevat de volgende orgelwerken:
- Plein Jeu
- Fugue
- Trio
- Tierce en Taille
- Basse de Trompette
- Récit
- Duo
- Grand Jeu